# Ділення

Ді́лення, заст. ділі́ння — у математиці одна з чотирьох базових арифметичних операцій (іншими є додавання, віднімання, множення). Ділення натуральних чисел — це процес розрахунку кількості, скільки разів одне число міститься в другому числі.:7 Наприклад, на малюнку праворуч 20 яблук розділено на чотири групи по п'ять яблук, це означає, що двадцять розділене на п'ять дорівнює чотири, або чотири є результатом ділення двадцяти на п'ять. Це позначається як 20 / 5 = 4, 20 ÷ 5 = 4, або 20/5 = 4.
Ділення має два операнди:
- ділене — число (чи математичний об'єкт), який ділять;
- дільник — число (чи математичний об'єкт), на який ділять.

Результат ділення називають часткою.
Під час ділення потрібно знайти таку частку {\displaystyle ~x}, яка при множенні на дільник {\displaystyle ~b} дала б ділене {\displaystyle ~a}.
{\displaystyle \ x=a/b\quad \iff \quad x\cdot b=a.}
Ділення чисел позначають:
- двокрапкою {\displaystyle \ 6:3=2,}
- знаком {\displaystyle \ 6\div 3=2,}
- скісною рискою {\displaystyle \ 6/3=2,}
- або дробом {\displaystyle {\frac {6}{3}}=2,} в чисельнику якого записують ділене, а в знаменнику — дільник.

Ділення — бінарна операція, обернена множенню; тобто якщо a × b = c, тоді a = c ÷ b, за умови що b не є нулем. Ділення на нуль для дійсних чисел і в більшості інших випадків є невизначеним,:246 оскільки, якщо b = 0, тоді a не можна отримати із b і c, оскільки тоді c завжди дорівнюватиме нулю незалежно від a.

## Розрахунок

### Методи ділення вручну
Ділення зазвичай пояснюють як процедуру розділення множини об'єктів, наприклад яблук, на деяку задану кількість частин. Розділення об'єктів по одному, з повторенням процедури по колу, веде до методу «віднімання часток», тобто ділення виконується за допомогою повторюваних кроків віднімання.
Систематизованіше й ефективніше, і водночас формалізованіше й на основі правил, людина, яка знає таблицю множення, може поділити два цілих числа за допомогою розрахунків на папері, використовуючи метод короткого ділення, якщо дільник є простим числом. Для більших значень дільників застосовують процедуру ділення стовпчиком. Якщо частка має дробову частину (задану у вигляді десяткового дробу), алгоритм ділення можна продовжити і розрахувати необхідну кількість значень після коми. Якщо дільник має дробову частину для виконання розрахунку можна перемістити знак коми праворуч, щоб дільник став цілим числом, і виконати розрахунок як для цілих чисел.
Ділення можна розрахувати за допомогою рахівниці, перемістивши необхідне число декілька разів, а потім підрахувати кількість зсувів у підсумку.
Для ділення двох чисел можна застосувати логарифмічні таблиці, віднявши логарифми двох чисел, а потім знайшовши логарифм результату віднімання.

### За допомогою комп'ютера
Сучасні комп'ютери розраховують операцію ділення за допомогою методів, що є швидшими від методу довгого ділення. Наприклад, Ділення із залишком, див. алгоритми ділення.
У модульній арифметиці (модуль простого числа) і для дійсних чисел ненульові числа мають обернене за модулем число. В таких випадках ділення на число x можна розрахувати як добуток на обернене число x. Цей підхід зазвичай є найефективнішим.

## Властивості
Ділення є дистрибутивною справа для операцій додавання і віднімання. Це означає:
{\displaystyle {\frac {a+b}{c}}=(a+b)\div c={\frac {a}{c}}+{\frac {b}{c}}}
так само як і при множенні {\displaystyle (a+b)\times c=a\times c+b\times c}. Але ділення не є дистрибутивним зліва, тобто
{\displaystyle {\frac {a}{b+c}}=a\div (b+c)=\left({\frac {b}{a}}+{\frac {c}{a}}\right)^{-1}\neq {\frac {a}{b}}+{\frac {a}{c}}}
на відміну від множення.
Якщо виконується декілька операцій ділення, вони виконуються в порядку як вони записані в рядок зліва направо, це називається асоціативністю зліва:
{\displaystyle a\div b\div c=(a\div b)\div c=a\div (b\times c)=a\times b^{-1}\times c^{-1}}.

### Обернений елемент
Ділення еквівалентне множенню на обернений елемент:
{\displaystyle \ a/b\;=\;a\cdot {\frac {1}{b}}}
Таке визначення ділення, зазвичай, застосовують для складних математичних об'єктів.

### Ліве та праве ділення
Операція множення для складних математичних об'єктів не завжди є комутативною, тому, рівняння {\displaystyle \ ax=b} та {\displaystyle \ xa=b}
можуть мати різні розв'язки.
У зв'язку з цим використовуються терміни правого та лівого ділення згідно з розв'язками зазначених рівнянь чи множення зліва / справа на обернений елемент:
{\displaystyle \ ax=b\quad \iff \quad x=a^{-1}\cdot b}
{\displaystyle \ xa=b\quad \iff \quad x=b\cdot a^{-1}}

## Ділення раціональних чисел
Очевидно, що результат ділення цілого числа на ціле число не завжди буде цілим. Замкнутими відносно ділення є раціональні числа.
Для обчислення ділення раціональних чисел використовують множення на число обернене до дільника:
{\displaystyle {p \over q}\div {r \over s}={p \over q}\cdot {s \over r}={ps \over qr}.}

## Ділення дійсних чисел
Ділення двох дійсних чисел дає в результаті інше дійсне число, коли дільник не 0. Воно буде визначене наступним чином a/b = c тоді і лише тоді, коли a = cb і b ≠ 0.

## Ділення на нуль
Ділення будь-якого числа на нуль (коли дільник дорівнює нулю) є невизначеним. Це тому, що множення будь-якого скінченного числа на нуль завжди в результаті дає нуль. Якщо ввести такий вираз у калькулятор, більшість з них напише повідомлення про помилку.

## Ділення комплексних чисел
Для того, щоб поділити комплексне число {\displaystyle z_{1}=x_{1}+iy_{1}\,} на комплексне число {\displaystyle z_{2}=x_{2}+iy_{2}\,} потрібно записати частку у вигляді дробу, а потім домножити чисельник і знаменник на число спряжене до знаменника
{\displaystyle {\frac {z_{1}}{z_{2}}}={\frac {x_{1}+iy_{1}}{x_{2}+iy_{2}}}={\frac {z_{1}\cdot {\bar {z}}_{2}}{z_{2}\cdot {\bar {z}}_{2}}}={\frac {(x_{1}+iy_{1})(x_{2}-iy_{2})}{(x_{2}+iy_{2})(x_{2}-iy_{2})}}={\frac {(x_{1}x_{2}+y_{1}y_{2})+i(x_{2}y_{1}-x_{1}y_{2})}{x_{2}^{2}+y_{2}^{2}}}}

## Ділення матриць
Для обчислення ділення матриць використовують домножання на матрицю обернену до дільника. А оскільки множення матриць не є комутативним, то можливе праве та ліве ділення.
Якщо дільник є виродженою матрицею (тобто, для неї не існує оберненої), то можливе використання псевдооберненої матриці.